# Берлінгтон (Індіана)
Берлінгтон (англ. Burlington) — місто (англ. town) в США, в окрузі Керролл штату Індіана. Населення — 517 осіб (2020).

## Географія
Берлінгтон розташований за координатами 40°28′51″ пн. ш. 86°23′40″ зх. д. / 40.48083° пн. ш. 86.39444° зх. д. (40.480810, -86.394310).  За даними Бюро перепису населення США в 2010 році місто мало площу 1,54 км², уся площа — суходіл.

## Демографія
Згідно з переписом 2010 року, у місті мешкали 603 особи в 258 домогосподарствах у складі 173 родин. Густота населення становила 391 особа/км².  Було 286 помешкань (185/км²).
Расовий склад населення:
| - 98,8 % — білих - 0,5 % — чорних або афроамериканців - 0,2 % — азіатів |

До двох чи більше рас належало 0,5 %. Частка іспаномовних становила 2,0 % від усіх жителів.
За віковим діапазоном населення розподілялося таким чином: 23,5 % — особи молодші 18 років, 54,8 % — особи у віці 18—64 років, 21,7 % — особи у віці 65 років та старші. Медіана віку мешканця становила 40,6 року. На 100 осіб жіночої статі у місті припадало 84,4 чоловіків;  на 100 жінок у віці від 18 років та старших — 85,9 чоловіків також старших 18 років.
Середній дохід на одне домашнє господарство  становив 56 692 долари США (медіана — 51 875), а середній дохід на одну сім'ю — 70 020 доларів (медіана — 63 750). За межею бідності перебувало 4,8 % осіб, у тому числі 1,6 % дітей у віці до 18 років та 2,1 % осіб у віці 65 років та старших.
Цивільне працевлаштоване населення становило 256 осіб. Основні галузі зайнятості: освіта, охорона здоров'я та соціальна допомога — 27,7 %, виробництво — 24,2 %, будівництво — 10,9 %, фінанси, страхування та нерухомість — 7,8 %.